# Team 3M
El Team 3M (Código UCI:MMM) fue un equipo ciclista belga de categoría continental.

## Material ciclista
El equipo utilizó bicicletas Cannondale.

## Clasificaciones UCI
A partir de 2005 la UCI instauró los Circuitos Continentales UCI, donde el equipo está desde que se fundó en 2013. Ha participado en carreras de distintos circuitos, con lo cual ha estado en las clasificaciones del UCI Europe Tour Ranking. Las clasificaciones del equipo y de su ciclista más destacado son las siguientes:
| Temporada               | Clasificación por equipos | Mejor corredor en la clasificación individual | Posición |
| 2012-2013 (Europe Tour) | 59°                       | Wouter Wippert                                | 111°     |
| 2013-2014 (Europe Tour) | 65°                       | Michael Vingerling                            | 239°     |
| 2015 (Europe Tour)      | 78°                       | Nicolas Vereecken                             | 348°     |
| 2016 (Europe Tour)      | 68°                       | Emiel Vermeulen                               | 436°     |

## Palmarés
Para años anteriores, véase Palmarés del Team 3M

### Palmarés 2016

#### Circuitos Continentales UCI
| Fechas | Circuito | Carreras | Ganador |

## Plantilla
Para años anteriores véase:Plantillas del Team 3M

### Plantilla 2016
| Nombre             | Nacimiento | Nacionalidad | Equipo 2015                   |
| Edwig Cammaerts    | 17/07/1987 | Bélgica      | Veranclassic-Ekoi             |
| Jaap de Man        | 28/03/1993 | Países Bajos | Team 3M                       |
| Gertjan De Vos     | 07/08/1991 | Bélgica      | Team 3M                       |
| Martijn Degreve    | 14/04/1993 | Bélgica      | Team 3M                       |
| Laurent Évrard     | 22/09/1990 | Bélgica      | Wallonie-Bruxelles            |
| Jelle Goderis      | 24/03/1991 | Bélgica      | Veranclassic-Ekoi (stagiaire) |
| Piotr Havik        | 07/07/1994 | Países Bajos | Rabobank Development Team     |
| Yoeri Havik        | 19.02.1991 | Países Bajos | SEG Racing                    |
| Dick Janssen       | 01/08/1994 | Países Bajos | Team 3M (stagiaire)           |
| Jimmy Janssens     | 30/05/1989 | Bélgica      | Team 3M                       |
| Jerome Kerf        | 01/09/1993 | Bélgica      | Verandas Willems              |
| Bob Schoonbroodt   | 12/02/1991 | Países Bajos | Parkhotel Valkenburg          |
| Christophe Sleurs  | 25/06/1990 | Bélgica      | Team 3M                       |
| Ricardo Van Dongen | 18/06/1994 | Países Bajos | SEG Racing                    |
| Dylan van Zijl     | 12/06/1994 | Países Bajos | Team 3M                       |
| Emiel Vermeulen    | 16/02/1993 | Bélgica      | Team 3M                       |
| Michael Vingerling | 28/06/1990 | Países Bajos | Team 3M                       |
| Kenny Willems      | 27/10/1993 | Bélgica      | Veranclassic-Ekoi (stagiaire) |

1. ↑  Hasta el 14 de abril.